# わたしは、幸福
『わたしは、幸福』（わたしは フェリシテ、原題: Félicité）は、西アフリカ系フランス人のアラン・ゴミス監督によるコンゴ民主共和国を舞台とした2017年公開のフランス・セネガル・ベルギー・ドイツ・レバノン共同制作のドラマ映画である。第67回ベルリン国際映画祭ではコンペティション部門で上映され、審査員グランプリを獲得した。また2017年のアフリカ映画アカデミー賞では作品賞を含む6部門を受賞した。 第90回アカデミー賞外国語映画賞には史上初のセネガル代表作として出品されている。

## プロット
コンゴ民主共和国の首都キンシャサのバーで歌手として働くフェリシテが息子の入院費を集めるために奮闘する。

## キャスト
- ヴェロ・ツァンダ・ベヤ（英語版）
- ガエタン・クラウディア
- パピ・ムパカ

## 評価
Metacriticでは5件のレビューで加重平均値を70/100と示している。『ハリウッド・リポーター』はジョーダン・ミンツァーはこの映画を「荒々しくて心がこもっている」と評した。